# Half-Life: Opposing Force
Half-Life: Opposing Force – oficjalny dodatek do gry komputerowej pod tytułem Half-Life. Gra powstała w wyniku współpracy studia Gearbox Software oraz Valve Corporation i została opublikowana przez Sierra Entertainment. Opposing Force jest pierwszym z serii dodatków do Half-Life, a jego premiera miała miejsce 1 listopada 1999 r., choć pierwsze informacje na jego temat pojawiły się już w kwietniu 1999 r. Randy Pitchford, główny projektant gry, wyraził przekonanie, że studio Gearbox zostało wybrane do stworzenia Opposing Force, ponieważ Valve chciało poświęcić się w tym czasie innym projektom.
Opposing Force przenosi gracza w realia tego samego świata, co oryginalny Half-Life, jednak przedstawione w grze wydarzenia gracz obserwuje z perspektywy żołnierza amerykańskiej piechoty morskiej, a więc jednego z przeciwników występujących w pierwowzorze. Główny bohater zostaje wysłany do tajnego amerykańskiego ośrodka badawczego Black Mesa Research Facility, gdzie doszło do incydentu z udziałem istot pozaziemskich, w celu neutralizacji zagrożenia i zatuszowania całej sprawy. Szybko orientuje się jednak, że w obliczu przewagi liczebnej Obcych i pojawienia się niezależnej jednostki mającej na celu zniszczyć cały ośrodek, żołnierze piechoty morskiej są na przegranej pozycji. Dodatek spotkał się z pozytywną reakcją krytyków, a przez wielu został uznany za przykład nowej generacji dodatków do gier, tak jak Half-Life został uznany rewolucyjny dla gatunku FPS. Niektórzy wskazywali jednak, że Opposing Force mimo wszystko posiada wiele negatywnych cech, charakterystycznych dla dodatków.

## Fabuła

### Sceneria
Akcja Opposing Force osadzona jest w tych samych realiach, co oryginalny Half-Life, a więc na terenie zamkniętego amerykańskiego kompleksu badawczego Black Mesa Research Facility w stanie Nowy Meksyk. W Half-Life gracz wcielał się w postać Gordona Freemana, naukowca zamieszanego w incydent, który doprowadził do otwarcia portalu międzywymiarowego do świata granicznego Xen, umożliwiając obcym stworzeniom przedostanie się na Ziemię. Celem gracza była wówczas ucieczka z opanowanego przez Obcych ośrodka i zamknięcie portalu, co ostatecznie doprowadziło go do świata Xen. Opposing Force przedstawia te wydarzenia z punktu widzenia innego bohatera, którym jest Adrian Shephard, kapral Korpusu Piechoty Morskiej Stanów Zjednoczonych przypisany do specjalnej jednostki o nazwie Hazardous Environment Combat Unit (HECU), wysłanej przez rząd do Black Mesy w celu wyeliminowania zagrożenia ze strony Obcych oraz uciszenia świadków katastrofy. Jednakże po tym, jak zostaje on odcięty od swojego oddziału, zmuszony zostaje do współpracy z personelem ośrodka w swojej próbie wydostania się z kompleksu.

### Historia
Opposing Force zaczyna się od sceny, w której Shephard, wraz ze swoim oddziałem, znajduje się na pokładzie lecącego w formacji śmigłowca V-22 Osprey. Zirytowani żołnierze rozmawiają na temat tego, że nie powiedziano im, gdzie i w jakim celu zostali wysłani. Jednak gdy zbliżają się do strefy lądowania w Black Mesie, śmigłowce zostają zaatakowane przez latającą istotę ze świata Obcych, która zmusza maszynę Shepharda do awaryjnego lądowania. Bohater odzyskuje świadomość w punkcie medycznym kompleksu Black Mesa, gdzie znajdował się pod opieką naukowców, którzy informują go, że żołnierze HECU zostali rozbici przez Obcych ze świata Xen i otrzymali rozkaz wycofania się. Shephard decyduje się wyruszyć na miejsce zbiórki pozostałych przy życiu sił, skąd ma zostać ewakuowany na pokładzie śmigłowca. Na przeszkodzie staje mu jednak tajemniczy G-Man, który zamyka przed nim bramę prowadzącą na lądowisko.

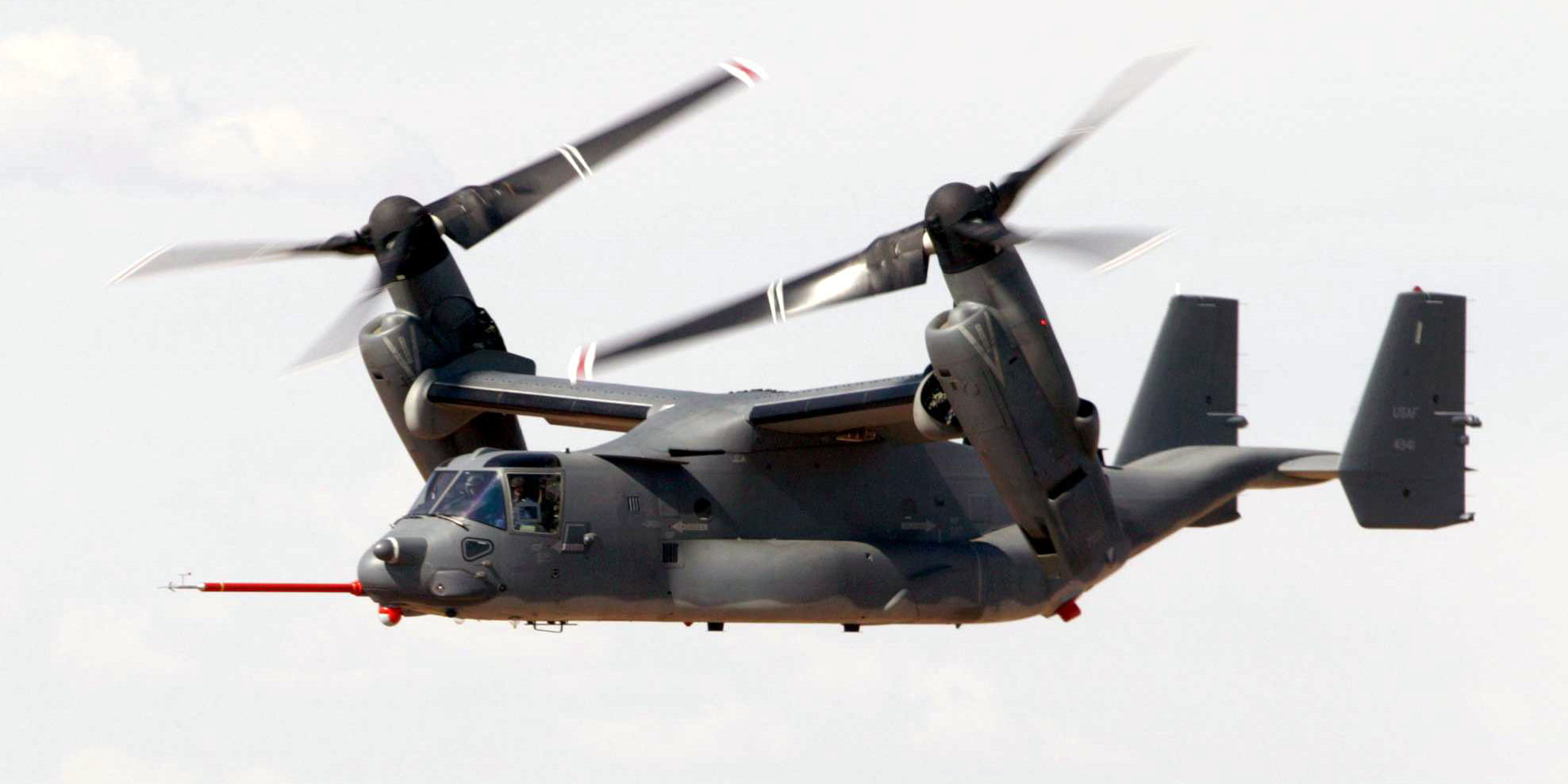
Zmiennowirnikowiec wojskowy typu V-22 Osprey

Pozostali żołnierze, którzy również nie zdołali się ewakuować z Black Mesy, decydują się na współpracę z Shephardem w próbie przedarcia się do innego punktu zbiórki w pobliskim zespole laboratoryjnym Lambda Complex. Jednak w drodze do celu zostają zaatakowani przez członków innej tajnej jednostki, której zadaniem jest opanowanie sytuacji w ośrodku i wyeliminowanie wszystkich pozostałych przy życiu świadków. Shephardowi udaje się dotrzeć do laboratoriów Lambda Complex, gdzie przez chwilę widzi teleportującego się do świata Xen Gordona Freemana z ostatnich scen oryginalnego Half-Life. Aby wydostać się z opanowanej przez Obcych komory teleportacyjnej, Shephard zmuszony jest do otwarcia odrębnego portalu, który na krótko przenosi go do Xen, a następnie do zupełnie innej części ośrodka. Kompleks, do którego zostaje przeniesiony główny bohater jest poważnie zniszczony, co spowodowane jest miejscową inwazją całkowicie odrębnej rasy Obcych, tzw. Rasy X, która wykorzystała chaos związany z otwarciem portalu między wymiarami, aby przedostać się na Ziemię. Rasa ta jest wrogo nastawiona zarówno do ludzi, jak i istot ze świata Xen, co przejawia się we wzajemnej walce Obcych na terenie Black Mesy. Do walki z nową rasą kosmitów szybko włączają się również członkowie tajnej jednostki rządowej operującej na terenie kompleksu.
Shephard natrafia wkrótce na więcej porzuconych w zrujnowanej bazie żołnierzy HECU, wraz z którymi próbuje się przebić przez magazyny należące do kompleksu Black Mesa, aby dotrzeć do kolejnego punktu ewakuacyjnego. Na swojej drodze napotyka jednak silny opór ze strony Rasy X oraz czarnych komandosów. Ocalały pracownik służby ochrony kompleksu wyjawia Shephardowi, że komandosi z tajnej jednostki zamierzają zdetonować w bazie taktyczny ładunek jądrowy, aby doprowadzić do jej całkowitego zniszczenia i śmierci wszystkich w jej wnętrzu. Po zabiciu ochraniających bombę czarnych komandosów, Shephard rozbraja ładunek i udaje się z zamiarem ucieczki do pobliskich magazynów. Jednakże, po odejściu głównego bohatera, G-Man ponownie uzbraja bombę. Po dotarciu do magazynów, okazuje się, że trwają tam zaciekłe walki pomiędzy stworzeniami z Rasy X a członkami czarnej jednostki komandosów. Shephard stara się uniknąć bezpośredniej z nimi konfrontacji, ale od jednego z ochroniarzy dowiaduje się, że coś wielkiego próbuje przedostać się przez portal i blokuje drogę ucieczki.
Dotarłszy do portalu, Shephard odkrywa, że próbuje się przez niego przedostać wielki potwór przypominający glistę, który umożliwia inwazję stworzeniom Rasy X. Głównemu bohaterowi udaje się zabić stwora, jednak zaraz potem zostaje teleportowany przez G-Mana do jednego ze śmigłowców typu Osprey. Gdy gratuluje on Shephardowi jego dokonań, w tle widoczny jest wybuch ładunku jądrowego, który niszczy ośrodek Black Mesa. Gra kończy się zatrzymaniem Shepharda w pewnego rodzaju zawieszeniu przestrzenno-czasowym, gdzie nie będzie mógł powiedzieć nikomu o tym co widział, ani nikt go nie skrzywdzi, do czasu jego dalszej oceny.

## Rozgrywka
Opposing Force, podobnie jak oryginalny Half-Life, jest grą z gatunku first-person shooter. Sama formuła prowadzenia rozgrywki nie uległa znaczącym zmianom w stosunku do podstawowej wersji gry, tj. gracz nadal porusza się w ramach zamkniętych poziomów, walczy lub współpracuje z postaciami niezależnymi oraz zostaje zmuszony do rozwiązywania różnorodnych łamigłówek, aby fabuła gry posunęła się do przodu. Dodatek wykorzystuje, zapoczątkowaną w Half-Life, metodę nieprzerwanej narracji. Gracz obserwuje wszystkie wydarzenia z perspektywy pierwszej osoby, a więc głównego bohatera, i posiada pełną kontrolę nad postacią przez niemal cały czas trwania gry. Wydarzenia, które mają miejsce w grze, przedstawiane są przy użyciu oskryptowanych sekwencji, a nie przerywników filmowych. Choć gra podzielona jest na rozdziały oznaczone tytułami, jedynymi przerwami w prowadzeniu rozgrywki są przestoje potrzebne na załadowanie się środowiska, w którym rozgrywa się dany rozdział. Opposing Force oferuje również rozszerzony tryb rozgrywki wieloosobowej, który zawiera nowe poziomy i bronie do gry w stylu deathmatch. Po wypuszczeniu dodatku na rynek, Gearbox stworzył do niego nowy tryb rozgrywki wieloosobowej, zdobądź flagę, który zaoferował użytkownikom nowe poziomy, przedmioty oraz tzw. power-upy.
Przez większą część gry bohater pokonuje kolejne poziomy samotnie, sporadycznie korzystając ze wsparcia napotkanych postaci niezależnych. Funkcjonariusze ochrony oraz naukowcy pomagają czasem graczowi uzyskać dostęp do nowych obszarów oraz przekazują istotne dla fabuły informacje. Opposing Force wprowadził jednak nowy typ bohaterów niezależnych, tj. żołnierzy piechoty morskiej, którzy w dużo większym stopniu niż ochroniarze pomagają graczowi w walce. W grze można wyróżnić trzy rodzaje członków oddziałów HECU: uzbrojony w pistolet maszynowy, strzelbę lub karabin maszynowy żołnierz, który istotnie wspiera bohatera w starciach; sanitariusz, który może leczyć głównego bohatera, jak również inne postacie niezależne; saper, który może rozcinać palnikiem zamknięte drzwi oraz usuwać przeszkody. Gra oferuje także szeroki zbiór przeciwników, w tym obcych stworzeń jak głowokraby i Vortigaunty czy całkowicie nową „Rasę X”, której przedstawiciele często wdają się w walkę z Obcymi ze świata Xen. Gracz napotyka również ludzkich przeciwników w postaci zamaskowanych komandosów, którzy w obliczu porażki oddziałów HECU przybyli do Black Mesy w celu zniszczenia całego kompleksu, aby wyeliminować zagrożenie ze strony Obcych. Choć wybór broni dostępnych w grze jest zbliżony do tego co oferował oryginalny Half-Life, Opposing Force wprowadził w tym względzie kilka nowych pozycji, między innymi karabin snajperski, nóż bojowy oraz szereg broni pochodzenia pozaziemskiego.

## Produkcja
Pierwsza zapowiedź Half-Life: Opposing Force została ogłoszona przez jej producenta, studio Gearbox Software 5 kwietnia 1999 r.. W jednym z artykułów prasowych, założyciel studia Gearbox, Randy Pitchford stwierdził, że „ich celem numer jeden jest zachowanie spójności z Half-Life przy jednoczesnym dostarczeniu nowych doznań, które zwiększą wrażenie jakie wywarł oryginał” oraz zapowiedział, iż głównym bohaterem produkcji będzie jeden z żołnierzy jednostki HECU. Nazwa Opposing Force ma podwójne znaczenie, odnosząc się zarówno do faktu, że gracz wciela się w grze w postać będącą wrogiem w oryginalnym Half-Life, jak również stanowiąc nawiązanie do III zasady dynamiki Newtona. W jednym z późniejszych wywiadów Pitchford przyznał, że wierzył, iż Valve Software zaoferowało stworzenie dodatku do Half-Life studiu Gearbox, ponieważ chciało skupić się na przyszłych projektach. Pierwsze istotne informacje na temat kierunku rozwoju dodatku, w tym m.in. informacje o nowych miejscach, postaciach i fabule zostały ujawnione na targach E3 w 1999 r. Oficjalna strona Opposing Force, umieszczona na serwerach Sierra Studios, zaczęła działać w lipcu 1999 r.
Gearbox zaangażował w proces tworzenia Opposing Force wielu zewnętrznych projektantów gier, którzy mieli wspomagać pracę głównego zespołu. W czerwcu 1999 r. studio ogłosiło, że jeden z bardziej znanych projektantów poziomów do gier komputerowych, Richard Gray, został zaangażowany w prace nad rozwojem trybu rozgrywki wieloosobowej. Kilku kolejnych projektantów, którzy zdobyli doświadczenie podczas pracy m.in. nad takimi tytułami jak Daikatana, Quake II, Doom czy Shadow Warrior, dołączyło do zespołu we wrześniu tego samego roku. W ciągu następnych dwóch miesięcy, opublikowano serię zrzutów ekranu, obrazujących postęp w produkcji gry, natomiast sama gra została wydana 1 listopada 1999 r. W maju 2000 r. Gearbox opublikował aktualizację dla rozgrywki wieloosobowej, który dodał tryb zdobądź flagę oraz kilka dodatkowych przedmiotów, z których mogą korzystać gracze. Opposing Force został później wydany na należącej do Valve Corporation platformie dystrybucji Steam. Dodatek pojawił się również w wydanej w 2002 r. przez Sierra Entertainment kompilacji Half-Life: Generacja oraz jako część wydanej 26 września 2005 r., przez Valve Software i Electronic Arts, edycji Half Life 1: Anthology.

## Odbiór gry
Opposing Force otrzymał pozytywne oceny ze strony recenzentów, uzyskując wynik 85,45% w agregatorze ocen na stronie GameRankings. Choć nie upubliczniono wyników sprzedaży gry za pośrednictwem platformy Steam, to w ramach samej dystrybucji detalicznej Opposing Force sprzedano w ponad 1,1 miliona kopii. Recenzent magazynu „Computer and Video Games”, Kim Randell, napisał, że „Gearbox dołożył starań, aby dostarczyć graczom doznań podobnych do tych, jakie oferował oryginał”. Randell chwalił również tryb rozgrywki wieloosobowej, który został znacznie rozbudowany w stosunku do tego, co oferował oryginalny Half-Life. Z kolei Erik Wolpaw z serwisu GameSpot zwrócił uwagę, że podczas gdy większość dodatków jest średniej jakości, Opposing Force, oficjalny dodatek do gry, która przedefiniowała gatunek FPS, również wprowadza nowy standard dla przyszłych dodatków do gier akcji. Pozytywnie wyrażał się on na temat kampanii dla pojedynczego gracza stwierdzając, że jego zdaniem pełna jest niezapomnianych scen, zachęcających gracza do dalszej gry. Wolpaw wskazał również słabe punkty gry, którymi jego zdaniem są pewne elementy sztucznej inteligencji postaci niezależnych, jak również nie najlepiej opracowane modele nowych postaci.
Z kolei miesięcznik „GamePro” zwrócił uwagę, że „Gearbox wykonał kawał roboty, tworząc nie tylko dodatek do Half-Life, ale kontynuację arcydzieła”. Magazyn pozytywnie ocenił zarówno konstrukcję poziomów, jak i elementy fabuły, choć wyraził opinię, że sama gra jest trochę za krótka. Część recenzentów nie zgodziła się jednak z taką oceną wpływu Opposing Force na rynek gier komputerowych. Brytyjski „PC Zone” napisał, że gra „pozostawia w ustach gorzki posmak”, stwierdzając, że „Opposing Force to tylko kilka świetnych pomysłów zebranych razem pod szyldem Half-Life”. Pozytywną ocenę wystawiła Opposing Force także poświęcona grom komputerowym strona Eurogamer, choć autor recenzji wytykał grze pewną schematyczność poziomów. Recenzent IGN, Vincent Lopez, zauważył natomiast, że dodatek znakomicie oddaje atmosferę oryginału, choć uznał to jednocześnie za jego największą wadę, ponieważ wniósł niewiele nowego. Krytyczną recenzję Opposing Force wystawił polski miesięcznik „New S Service”, który zwrócił uwagę m.in. na niewielkie różnice między dodatkiem a oryginalnym Half-Life oraz słabo rozwinięty tryb gry wieloosobowej.
Opposing Force zdobył kilka nagród przyznawanych przez czasopisma poświęcone grom komputerowym, jak również tytuł Komputerowej Gry Roku 2000 przyznawany przez Akademię Sztuk i Nauk Interaktywnych.